# 路德维希·克吕韦尔
路德维希·克呂韋爾（德語：Ludwig Crüwell，1892年3月20日－1958年9月25日）是一名德国陆军将领，二战期间曾在非洲军团服役。他是带橡叶骑士铁十字勋章的获得者。
1941年7月31日，克呂韋爾成为了非洲军团司令，隆美尔将军在同一天接管了非洲装甲集团军，该集团军由一个步兵师和两个装甲师组成。由于隆美尔的健康原因，克呂韋爾管理这一集团军，并于1941年12月17日晋升为装甲兵上将。1942年5月29日，克呂韋爾利比亚的空中视察。他的飞行员误把英国部队当作是意大利部队因而降落，由此克呂韋爾成了英国人的俘虏，他随后被拘留在英国高级战俘营地特伦特公园，在那里他的谈话受到秘密监视。1944年被押往美国。二战结束后得以回国并重新定居于埃森。1958年逝世。